# Brestalou
Brestalou – rzeka we Francji, przepływająca przez tereny departamentów Gard oraz Hérault, o długości 18,3 km. Stanowi dopływ rzeki Vidourle.